# Elisabeth Fülscher
Elisabeth Fülscher (* 5. Februar 1895 in Winterthur; † 7. November 1970 in Zürich) war eine Schweizer Kochschulleiterin und Kochbuchautorin.

## Leben

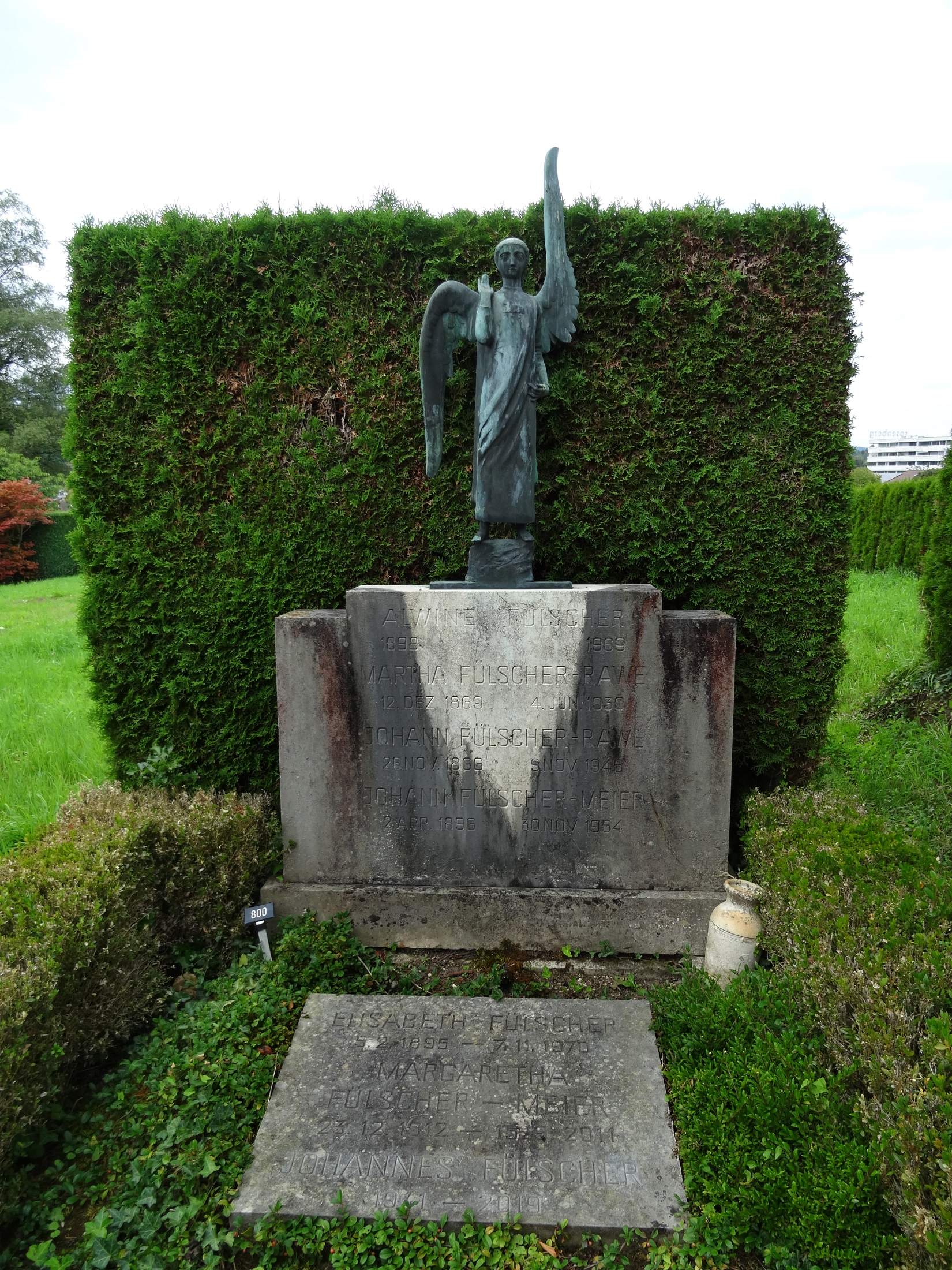
Grab, Friedhof Rosenberg in Winterthur.

### Werdegang
Die Eltern von Elisabeth Fülscher wuchsen in einfachen Verhältnissen in Hamburg auf. Der Vater Johann Fülscher (1866–1945) arbeitete sich zum Ingenieur empor und kam 1895 zur Entwicklung von Gesteinsbohrmaschinen für den Bau des Simplontunnels zur Schweizer Firma Sulzer in Winterthur. Elisabeth Fülscher hatte vier Geschwister; Alwine Fülscher und  Johanna Fülscher (1893–1978). Ihre zwei Brüder studierten Architektur. 
Sie selbst besuchte wohl die städtische „Mädchenschule“, deren Fächerkanon auf die zukünftige Rolle der Schülerinnen als gebildete Hausfrauen und Mütter oder auf andere frauenspezifische Berufsfelder ausgerichtet war. Sie entschied sich für die Ausbildung zur Hauswirtschaftslehrerin. Zu ihrer Mentorin avancierte bald Anna Widmer, Inhaberin der „Privatschule für Frauenbildung und Kochschule“ in Zürich. Fülscher vervollständigte ihre Ausbildung bei Anna Widmer, logierte bei ihr und war als Angestellte ihre enge Mitarbeiterin. 1923 gab Widmer eine Rezeptsammlung heraus. In der erweiterten 2. Auflage von 1928 figurierte Elisabeth Fülscher neben Anna Widmer als Mitherausgeberin des Kochbuch benannten Werks.
Fülscher verstarb am 7. November 1970. Ihre letzte Ruhestätte befindet sich im Familiengrab Fülscher (Grab 113.800) auf dem Friedhof Rosenberg in Winterthur.

### Kochbuch und Kochschule
Nach Anna Widmers Tod 1930 sicherte sich Fülscher die Rechte am Kochbuch und an der Kochschule. Die Neuauflage des Kochbuchs von 1935 spiegelte die Weltläufigkeit der modernen Hausfrau der oberen Mittel- und Oberschicht, auf die sich Fülschers Wirken lebenslang ausrichten sollte. Doch vernachlässigte sie in ihrem Kochbuch auch die einfache Küche nicht und zeigte in der Auflage von 1940, wie unter den Bedingungen von Not und Mangel eine gesunde Ernährung garantiert werden konnte. Die späteren Ausgaben zeugen ebenso vom wirtschaftlichen Aufschwung der 1950er Jahre als auch vom Erfolg der Autorin.
1951 verlegte Elisabeth Fülscher die Kochschule in ein grosses repräsentatives Haus. Als Kochbuchautorin und Kursleiterin erweiterte und veränderte sie ständig ihre Rezeptsammlung, plante die Herausgabe der Neuauflagen im Eigenverlag, kümmerte sich persönlich um den Vertrieb und baute  ihr Netzwerk aus. Disziplin, Konzentration und Perfektion waren ihr ein zentrales Anliegen. Während Das Fülscher-Kochbuch grosse Verbreitung fand, war es eine eher wohlhabende Kundschaft, die Fülschers Kurse besuchte. Das Programm war dicht, und gelehrt wurde alles, was von einer gehobenen Küche erwartet wurde. Die Wahl der Zutaten sowie das Programm orientierten sich an der Führung eines Haushalts mit Angestellten. So waren Anweisungen, wie sich das Dienstpersonal bei Einladungen zu verhalten habe, integrierter Teil des Ausbildungskonzeptes. 1968 verkaufte Elisabeth Fülscher die Kochschule an Agnes Amberg, die im ersten Jahr die Kurse gemeinsam mit Fülscher führte.
Obwohl sich ihr Unternehmen vor allem auf die Aufgaben der Hausfrau und Mutter, also auf die traditionelle Frauenrolle ausrichtete, lebte Elisabeth Fülscher selber nicht nach diesem Muster. Sie war Mitglied des Clubs der Berufs- und Geschäftsfrauen Zürich (heute Business and Professional Women, BPW) und des 1950 gegründeten Zürcher Clubs der Soroptimisten. Sie nahm Stellung für das Frauenstimmrecht in der Schweiz.